# Candy (canción de Baekhyun)
«Candy» es una canción grabada por el cantante surcoreano Baekhyun. Fue lanzada el 25 de mayo de 2020 por la discográfica SM Entertainment como sencillo del disco Delight.

## Composición
«Candy» es descrita como una canción de R&B contemporáneo con una melodía moderna. La letra expresa los coloridos encantos de Baekhyun en varios sabores de caramelos.

## Recepción

### Éxito comercial
La canción debutó en el cuarto puesto de Gaon Digital Chart. Además se ubicó en la decimosexta posición de World Digital Songs de Billboard.

### Recepción pública
Baekhyun lanzó un reto viral llamado «Candy Challenge» con Kasper de 1 Million Dance Studio que creó la coreografía de «Candy». El hashtag #CandyChallenge se utilizó en redes sociales populares como Twitter, Instagram y Tik Tok. Otros artistas como Kai de EXO, Hoyoung de Verivery,Taeyong y Mark de NCT realizaron el reto.

## Posicionamiento en listas
| Lista (2020)                              | Mejor posición |
| ----------------------------------------- | -------------- |
| Singapur (RIAS)                           | 14             |
| Corea del Sur (Gaon Digital Chart)        | 4              |
| Estados Unidos (World Digital Song Sales) | 16             |

## Reconocimientos
| Título              | Fecha              | Ref.  |
| ------------------- | ------------------ | ----- |
| Show Champion (MBC) | 3 de junio de 2020 | [ 7 ] |
| Music Bank (KBS)    | 5 de junio de 2020 | [ 8 ] |
| Inkigayo (SBS)      | 7 de junio de 2020 | [ 9 ] |

## Historial de lanzamiento
| País          | Fecha              | Formato(s)                  | Discográfica(s)           |
| ------------- | ------------------ | --------------------------- | ------------------------- |
| Corea del Sur | 25 de mayo de 2020 | Descarga digital, streaming | SM Entertainment, Dreamus |
| Mundo         | 25 de mayo de 2020 | Descarga digital, streaming | SM Entertainment          |